# Мавра (лансон)
«Мавра» — лансон военно-морского флота Османской империи, а затем Черноморского флота Российской империи, участник русско-турецкой войны 1787—1791 годов. В составе российского флота лансон находился с 1790 по 1804 год, во время войны принимал участие во взятии крепости Браилов и Мачинском сражении. После войны использовался для плаваний по Чёрному морю, Бугу и Днепру, а по окончании службы был разобран. 

## Описание судна
Один из парусно-гребных лансонов с деревянным корпусом, захваченных у турок во время русско-турецкой войны 1787—1791 годов. Во время войны лансоны строились и в российском флоте по образцу трофейных турецких судов, представляя собой небольшие одно- или двухмачтовые парусно-гребные суда, предназначавшиеся для действий против гребных судов противника, для транспортировки войск, высадки десантов и содействию войскам на побережье. Длина лансона составляла 18,6 метра, ширина — 4,3 метра, а осадка — 1,2 метра. Артиллерийское вооружение судна состояло из 5 орудий.

## История службы

### В составе османского флота
Лансон принимал участие в русско-турецкой войне 1787—1791 годов, в кампанию 1790 года находился у Очакова в составе эскадры турецкого флота, где и был захвачен русскими войсками вместе с другими судами. Всего было захвачено 13 судов, из которых 12 были лансонами и одно судно требакой.

### В составе российского флота
После захвата в 1790 году все 12 лансонов под именами «Амос», «Андроник», «Дорофей», «Ирина», «Исидор», «Лаврентий», «Леонти», «Мавра», «Марк», «Савва», «Трофим» и «Яков» были включены в Черноморский флот России, в составе которого продолжили участие в  русско-турецкой войне 1787—1791 годов. Сведений о судьбе захваченной требаки не сохранилось.
В кампанию 1791 года в составе гребной флотилии под командованием генерал-майора И. М. де Рибаса лансон принимал участие в штурме турецкой крепости Браилов, а 28 июня (9 июля) в сражении с турецкими судами под Манчином.
После войны в кампании с 1792 по 1803 год находился в составе гребной флотилии, совершавшей плавания в акватории Чёрного моря, а также по Днепру, Бугу и лиманам.
По окончании службы в 1804 году лансон «Мавра» был разобран в Херсоне.

### Комментарии
1. ↑  61 фут[1].
2. ↑  14 футов[1].
3. ↑  4 фута[1].